# Souleymane Diarra
Souleymane Diarra (Bamako, 30 gennaio 1995) è un calciatore maliano, centrocampista del Feignies-Aulnoye.

## Caratteristiche tecniche
È un centrocampista centrale dotato di ottima forza fisica.

## Carriera

### Club
Nel 2015 è stato acquistato dal club ungherese dell'Újpest.
Il 29 agosto 2017 viene ceduto in prestito al Lens. Al termine del prestito, viene riscattato.
Il 2 agosto 2019 diventa ufficialmente un nuovo giocatore del Gaziantep.

### Nazionale
È stato convocato dalla nazionale Under-20 maliana per il campionato mondiale Under-20 2015. Nella competizione, conclusa al terzo posto, ha collezionato 7 presenze.
Ha esordito con la nazionale maliana il 29 giugno 2014 in un'amichevole vinta per 3-1 contro la Cina, partita in cui è stato espulso al 39'.

## Statistiche

### Presenze e reti nei club
Statistiche aggiornate al 7 luglio 2017.
| Stagione        | Squadra         | Campionato      | Campionato | Campionato | Coppe nazionali | Coppe nazionali | Coppe nazionali | Coppe continentali | Coppe continentali | Coppe continentali | Altre coppe | Altre coppe | Altre coppe | Totale | Totale | Totale |
| Stagione        | Squadra         | Comp            | Pres       | Reti       | Comp            | Pres            | Reti            | Comp               | Pres               | Reti               | Comp        | Pres        | Reti        | Pres   | Reti   |        |
| --------------- | --------------- | --------------- | ---------- | ---------- | --------------- | --------------- | --------------- | ------------------ | ------------------ | ------------------ | ----------- | ----------- | ----------- | ------ | ------ | ------ |
| 2015-2016       | Újpest          | NB              | 11         | 0          | MK              | 4               | 0               |                    | -                  | -                  |             | -           | -           | 15     | 0      |        |
| 2016-2017       | Újpest          | NB              | 27         | 4          | MK              | 4               | 2               |                    | -                  | -                  |             | -           | -           | 31     | 6      |        |
| ago. 2017       | Újpest          | NB              | 1          | 0          | MK              | 0               | 0               |                    | -                  | -                  |             | -           | -           | 1      | 0      |        |
| Totale carriera | Totale carriera | Totale carriera | 39         | 4          |                 | 8               | 2               |                    | -                  | -                  |             | -           | -           | 47     | 6      |        |

### Cronologia presenze e reti in nazionale
| Cronologia completa delle presenze e delle reti in nazionale ― Nigeria | Cronologia completa delle presenze e delle reti in nazionale ― Nigeria | Cronologia completa delle presenze e delle reti in nazionale ― Nigeria | Cronologia completa delle presenze e delle reti in nazionale ― Nigeria | Cronologia completa delle presenze e delle reti in nazionale ― Nigeria | Cronologia completa delle presenze e delle reti in nazionale ― Nigeria | Cronologia completa delle presenze e delle reti in nazionale ― Nigeria | Cronologia completa delle presenze e delle reti in nazionale ― Nigeria |
| Data                                                                   | Città                                                                  | In casa                                                                | Risultato                                                              | Ospiti                                                                 | Competizione                                                           | Reti                                                                   | Note                                                                   |
| ---------------------------------------------------------------------- | ---------------------------------------------------------------------- | ---------------------------------------------------------------------- | ---------------------------------------------------------------------- | ---------------------------------------------------------------------- | ---------------------------------------------------------------------- | ---------------------------------------------------------------------- | ---------------------------------------------------------------------- |
| 29-6-2014                                                              | Shenzhen                                                               | Cina                                                                   | 1 – 3                                                                  | Mali                                                                   | Amichevole                                                             | -                                                                      | 39’                                                                    |
| 6-10-2017                                                              | Bouaké                                                                 | Mali                                                                   | 0 – 0                                                                  | Costa d'Avorio                                                         | Qual. Mondiali 2018                                                    | -                                                                      |                                                                        |
| 23-3-2018                                                              | Liegi                                                                  | Giappone                                                               | 1 – 1                                                                  | Mali                                                                   | Amichevole                                                             | -                                                                      | 85’                                                                    |
| 16-10-2018                                                             | Bujumbura                                                              | Burundi                                                                | 1 – 1                                                                  | Mali                                                                   | Qual. Coppa d'Africa 2019                                              | -                                                                      |                                                                        |
| 16-11-2018                                                             | Libreville                                                             | Gabon                                                                  | 0 – 1                                                                  | Mali                                                                   | Qual. Coppa d'Africa 2019                                              | -                                                                      | 67’                                                                    |
| 14-6-2019                                                              | Al Wakrah                                                              | Camerun                                                                | 1 – 1                                                                  | Mali                                                                   | Amichevole                                                             | -                                                                      | 75’                                                                    |
| 17-11-2019                                                             | N'Djamena                                                              | Ciad                                                                   | 1 – 4                                                                  | Mali                                                                   | Qual. Coppa d'Africa 2021                                              | -                                                                      | 67’ 85’                                                                |
| 24-3-2021                                                              | Conakry                                                                | Guinea                                                                 | 1 – 0                                                                  | Mali                                                                   | Qual. Coppa d'Africa 2021                                              | -                                                                      | 67’                                                                    |
| Totale                                                                 |                                                                        | Presenze                                                               | 8                                                                      |                                                                        | Reti                                                                   | 0                                                                      |                                                                        |